# Tropeço
Tropeço é uma povoação portuguesa sede da Freguesia de Tropeço do Município de Arouca, freguesia com 17,84 km² de área e 1086 habitantes (censo de 2021), tendo, por isso, uma densidade populacional de 60,9 hab./km².
A Freguesia de Tropeço tem bons pontos de acesso e uma boa gastronomia.
O setor económico predominante é o primário, tendo a freguesia uma forte influência na exploração pecuária e hortícola.

## Demografia
A população registada nos censos foi:
| Distribuição da População por Grupos Etários | Distribuição da População por Grupos Etários | Distribuição da População por Grupos Etários | Distribuição da População por Grupos Etários | Distribuição da População por Grupos Etários |
| -------------------------------------------- | -------------------------------------------- | -------------------------------------------- | -------------------------------------------- | -------------------------------------------- |
| Ano                                          | 0-14 Anos                                    | 15-24 Anos                                   | 25-64 Anos                                   | > 65 Anos                                    |
| 2001                                         | 259                                          | 204                                          | 658                                          | 176                                          |
| 2011                                         | 182                                          | 153                                          | 623                                          | 192                                          |
| 2021                                         | 149                                          | 113                                          | 590                                          | 234                                          |

## Lugares
Além da sede, a Freguesia de Tropeço inclui os lugares de:
- Aldeia
- Amieiro
- Arrifana
- Bacelo
- Barrol
- Bouças
- Carvalhal
- Casa Nova
- Castanheira
- Cela
- Chãs
- Cimo de Vila
- Cortinhal
- Faldreu
- Ferreiros
- Fim-de-Vila
- Fojo
- Folgosinho
- Lamas
- Lomba do Meio
- Moinhos do Meio
- Paço
- Panaceira
- Pedras Chãs
- Pena
- Piloto
- Ponte da Pedra
- Pousadouro
- Póvoa
- Ribeira
- Regueiras
- Santa Bárbara
- São João
- Seixido
- Souto
- Vala
- Vale Derradeiro
- Vale Grande
- Vergadelas

## Património
- Capelas de São João Baptista, de Santa Bárbara e de S. Vicente
- Vestígios arqueológicos da serra da Carraceira
- Cruzeiros
- Moinhos de água
- Trecho do rio Arda